# Brú na Bóinne
Brú na Bóinne (literalment, 'palau del Boyne' en gaèlic irlandès) és un complex arqueològic situat a Irlanda, al comtat de Meath. Està inscrit a la llista del Patrimoni de la Humanitat de la UNESCO des del 1993. Es tracta d'una necròpoli prehistòrica anterior a Stonehenge en uns mil anys. Va ser construïda per enterrar els membres més rellevants de la societat tribal.
La zona comprèn tres jaciments arqueològics diferenciats: Newgrange, Knowth i Dowth. Tot el recinte es pot visitar des del centre de visitants del complex. Foren saquejades pels víkings a mitjans del segle x.

## Newgrange
És el més conegut dels tres; es tracta d'un túmul pla de vuitanta metres de diàmetre i tretze metres d'altura. Dins del túmul, s'hi troba una tomba de corredor neolítica.

## Knowth
Situat al nord-oest de Newgrange, es va construir en la mateixa època que aquest. Si bé és menys conegut que Newgrange, el supera en mida i importància arqueològica.

## Dowth
El tercer túmul és similar a Newgrange en mida, tot i que és una mica més alt que aquest. Està bastant deteriorat, per la qual cosa actualment es manté tancat al públic.